# Marino Villavicencio Núñez
Marino Villavicencio Núñez (Provincia de Huari, Ancash, 26 de diciembre de 1922 - São José dos Campos, Brasil, 2 de febrero de 2013) fue un bioquímico, investigador y profesor peruano.

## Educación
Al terminar la secundaria, ingresó en la Universidad Nacional Mayor de San Marcos donde obtuvo sus títulos de bachiller y doctor en medicina. Realizó estudios de perfeccionamiento en la Universidad de Chicago con beca de la Fundación Rockefeller, en el Instituto Edsel Ford de Detroit y en la Universidad de California Berkeley con beca de la John Simon Guggenheim Memorial Foundation. Fue profesor principal y posteriormente Profesor Emérito de la Facultad de Medicina de la Universidad Nacional Mayor de San Marcos, donde ejerció cargos de Jefe del departamento académico de bioquímica y director del Centro de Investigación de Bioquímica y Nutrición así como presidente del comité de maestrías en bioquímica y fisiología, el primer programa de maestría de la UNMSM. Fue nombrado coordinador del Proyecto Multinacional de Bioquímica de la Organización de los Estados Americanos en el Perú, vicepresidente de la Sociedad Química del Perú y coordinador del área de biotecnología del CONCYTEC, Consejo Nacional de Ciencia y Tecnología. Entre sus publicaciones se destacan más de 40 artículos en revistas especializadas así como un texto de bioquímica.